# Air Greenland

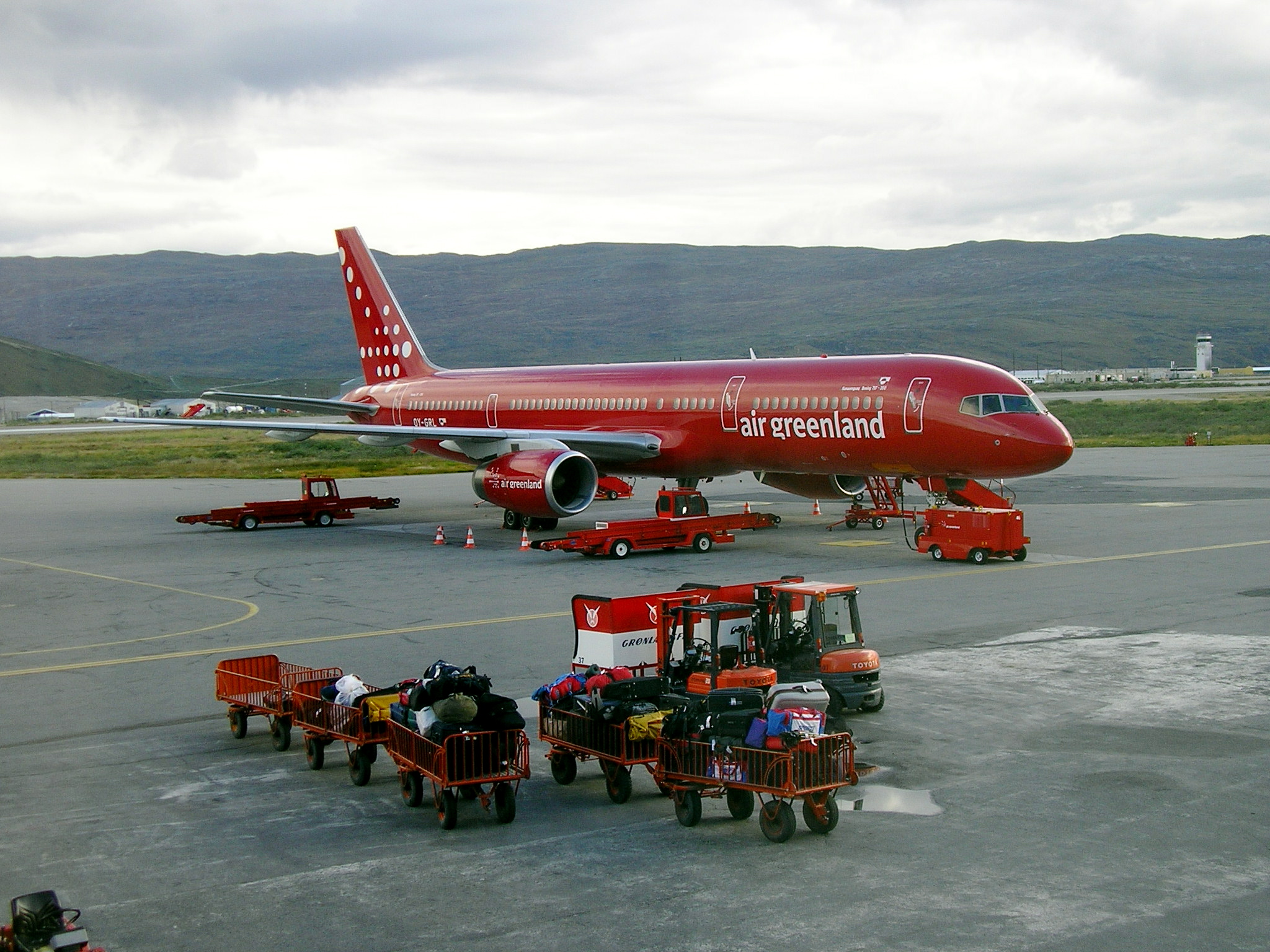
Az Air Greenland Boeing 757-200-as repülőgépe a Kangerlussuaq repülőtéren

Az Air Greenland Grönland nemzeti légitársasága, melynek központja Nuukban található. Bázisrepülőtere 2024-től a Nuuki repülőtér.

## Története
A légitársaságot 1960 novemberében alapította a Scandinavian Airlines System (SAS) vállalat, akkor még Greenlandair néven. 1962-ben a grönlandi tartományi kormány, illetve a dán kormány társtulajdonosok lettek. 1998-ban a cég megvásárolta első sugárhajtású repülőgépét, egy Boeing 757-200-ast. 2002-ben a társaság nevét Air Greenland-re változtatták. 2007 márciusában a légitársaságban a grönlandi kormánynak 37,5%, az SAS-nek 37,5%, a dán kormánynak 25% volt a részesedése.

## Úticélok
Az Air Greenland a belföldi járatokon kívül jelenleg egyedül Koppenhágába, a dán fővárosba üzemeltet járatot Nuukból. 2025-től tervezik további dán úticélok elérhetőségét Nuuk repülőteréről, köztük egy közvetlen járatot Aalborgba és egyet az izlandi Keflavik repülőtéren keresztül Billundba. 2007 nyári időszakában Baltimore-ba is repültek járatok, ám pénzügyi okok miatt a 2008 nyarára tervezett repülési időszakot 2008 márciusában törölték.

## Flotta
| Mennyiség | Típus                          | Férőhely |
| --------- | ------------------------------ | -------- |
| 1         | Airbus A330-200                | 245      |
| 1         | Beechcraft King Air B200       | 07       |
| 3         | de Havilland Canada Dash 7     | 050      |
| 5         | de Havilland Canada Dash 8–200 | 037      |

Az Air Greenland ezen kívül még (a belföldi szükségletek kielégítésére) használ 22 db helikoptert is.

## Fordítás
- Ez a szócikk részben vagy egészben  az   Air Greenland című angol Wikipédia-szócikk fordításán alapul.  Az eredeti cikk szerkesztőit annak laptörténete sorolja fel. Ez a jelzés csupán a megfogalmazás eredetét és a szerzői jogokat jelzi, nem szolgál a cikkben szereplő információk forrásmegjelöléseként.